# 2GB
2GB es una estación de radio comercial ubicada en Sídney, Nueva Gales del Sur, Australia, transmitiendo en la frecuencia de 873 kHz en la banda AM de dicha ciudad. En 2010, acumuló un promedio de 14,7% del total de las audiencias de radio, siendo la estación más escuchada de la ciudad. 

## Historia
La estación comenzó a transmitir en agosto de 1926. El operador, Theosophical Broadcasting Station Pty Ltd, de propiedad de intereses ralcionados con la Sociedad Teosófica Adyar, recibió una adjudicación de una licencia de radio para el área de Sídney y sus alrededores. 
En 1933, se convirtió en la primera estación australiana en grabar y transmitir lecturas y programas grabados, y poseía la colección de grabaciones más grande del mundo en esa época, algo muy audaz, puesto que muchas emisoras no tenían registros grabados.
En 1936, el control de la emisora fue traspasado y vendido a Denison Estates Ltd, de propiedad de Sir Hugh Denison, quien tan pronto adquirió la emisora, tomó el control de la misma, convirtiéndose en preseidente de la estación. Junto a él, se nombra una nueva junta directiva, que incluyó a Frederick Daniel y a A.E. Bennett, quién estaba en el nacimiento de la misma y continuó en el cargo de administrador.
En lo que el historiador Richard Lane denominó la Edad de Oro del radioteatro australiano, Denison y su asesor de prensa, Daniell, inauguraron los transmisores BSA, rebautizados como transmisores Macquarie en 1938. Además de series escritas y producidas localmente como Dolly and Dan y Doctor Mac, presentaron en su dial un drama de larga duración en las tardes dominicales. Algunos de los escritores destacados durante ese tiempo fueron: John E. C. Appleton, Lynn Foster, E. Masson Wood, William L. Power (Quién actuó en Boomerang de Helen de Guerry Simpson, una temporada de Famous Escapes y en la serie infantil Tales Told to Peter and Pam) E. V. Timms y Ken Pawley. También hubo actores importantes como James Reaglan, Lou Vernon, Peter Finch, Betty Suttor y Harry Dearth, entre otros.
En 1938, la estación conforma la Macquarie Radio Network (la Cadena Radial Macquarie), siendo ella su estación principal, en competencia contra la Major Network, cuya central era su competidora 2UE. 
En 1940, durante la Segunda Guerra Mundial se convirtió en la mayor productora de radiodramas del Hemisferio Sur, además de producir programas grabados a las emisoras del Ejército Australiano en Papúa Nueva Guinea y las islas del Pacífico Sur, que en ese tiempo estaban siendo tomadas por Japón.
El 27 de agosto de 1955, el locutor Ted Harris, ayudado por el estadounidense Ted Schroeder, se convirtió en el primer hombre en transmitir un evento deportivo: Se trataba de la Davis Cup, cuya señal fue seguida por los australianos. Dos años después, fue pionera en Australia en desarrollar un servicio informativo, al desarrollar boletines informativos que se transmite cada hora, tradición que continúa hasta el día de hoy.
Hasta 1964, la mayoría accionaria la ejercía Broadcasting Associates Pty Ltd, relacionada con la compañía británica Associated TeleVision Ltd, una de las programadoras de Independent Television (ITV) en el Reino Unido; y un 14% por John Fairfax Holdings, quién después adquirió la participación de la primera y sus subsidiarias australianas. 
A pesar de que el traspaso y los cambios en el accionariado continuaron, la Sociedad Teosofica siguió produciendo y transmitiendo programas hasta 1975. 
Actualmente la emisora posee una torre transmisora en Wentowth Point, cerca de la Bahía de Homebush. Su ubicación es visible vía el puente Ryde y las estaciones Rhodes y Concord del tren. 
En octubre de 2012, su locutor estrella Alan Jones fue objeto de fuertes polémicas por declaraciones emitidas por el mismo Jones en contra de la primera ministra de Australia, Julia Gillard, provocando que la emisora suspendiera la emisión de anuncios publicitarios durante su programa matinal.

## Señal y Frecuencia
El número 2 se refiere al estado de Nueva Gales del Sur, el estado desde donde transmite, las 2 letras dan un claro indicio de que se trata de una estación AM, siendo escogidas en honor al filósofo italiano Giordano Bruno. Su frecuencia original era los 950 kHz, que luego después fue reubicada en los 870 kHz en 1935 y trasladada a los 873 kHz en 1978, como consecuencia de la reorganización de las emisoras asignadas a Australia ese mismo año.
- Datos: Q222029